# .ht
.ht ist die länderspezifische Top-Level-Domain (ccTLD) von Haiti. Sie existiert seit dem 6. März 1997 und wird vom Konsortium FDS/RDDH mit Sitz in Port-au-Prince verwaltet.

## Geschichte
Ursprünglich wurde .ht durch die Fakultät für Informatik der University of Southern California beantragt und verwaltet. Erst im Januar 2004 vergabe die IANA die Top-Level-Domain an FDS/RDDH, das tatsächlich mit dem aktiven Betrieb begann. Seit 17. Mai 2004 können Domains sowohl direkt unterhalb von .ht, als auch einer der offiziellen Second-Level-Domains wie zum Beispiel .info.ht registriert werden.
Aufgrund des Erdbebens in Haiti im Jahr 2010 war die Verwendung der Top-Level-Domain zeitweise eingeschränkt. Nach offiziellen Angaben der ICANN waren bestehende .ht-Domains jedoch erreichbar, da die Nameserver im Ausland betrieben wurden und nicht von einem Ausfall betroffen waren.